# Tormenta tropical Debby (2012)
La tormenta tropical Debby fue el cuarto ciclón tropical y cuarta tormenta de la Temporada de huracanes del Atlántico de 2012. Causó grandes inundaciones, varios tornados y fuertes vientos en gran parte de Florida en junio de 2012. Debby se desarrolló desde un área de tiempo perturbado que resultaba de la combinación de un límite estancado frontal, de una onda tropical, y un poco de energía a partir de los restos del Huracán Carlotta lentamente organizados en el Caribe occidental y luego en el golfo de México, el 23 de junio. Como la baja ya tenía vientos huracanados, saltó a depresión tropical y fue inmediatamente clasificada como Tormenta Tropical Debby. El 23 de junio, convirtiéndose en una tormenta tropical, Debby fue la primera tormenta nombrada cuarta constancia, superando al Huracán Dennis en 2005. Marginalmente favorables condiciones permitieron Debby fortalecer ligeramente y alcanzó vientos sostenidos de 60 mph (95 km/h) en el centro-este del golfo de México. En contraste con las predicciones, Debby había curvada hacia el noreste y se acercó a Florida. Mientras el Panhandle de la Florida, la cizalladura del viento y el aire seco causaron offshore para debilitar a una tormenta tropical. El 26 de junio a las 17:00 Debby tocó en Steinhatchee, Florida.

Desde el 24 de junio, Debby produjo lluvias torrenciales en todo el estado de Florida, resultando en importantes inundaciones, especialmente en el centro y norte de Florida. En algunas zonas del norte de la Florida, grabó más de 20 pulgadas (510 mm) de precipitación. Las bandas nubosas de Debby resultaron en una oleada de tornados, con un total de 21 tornados generados por el 25 de junio. Una persona murió por un tornado en el Condado de Highlands, Fl. En Alabama, se había reportado un hombre desaparecido y más tarde fue confirmado muerto después de ser barridos por una ola y ahogarse posteriormente. A partir del 30 de junio, Debby fue responsable de nueve muertos (dos de ellos indirectos), aunque se desconoce el total de daños.

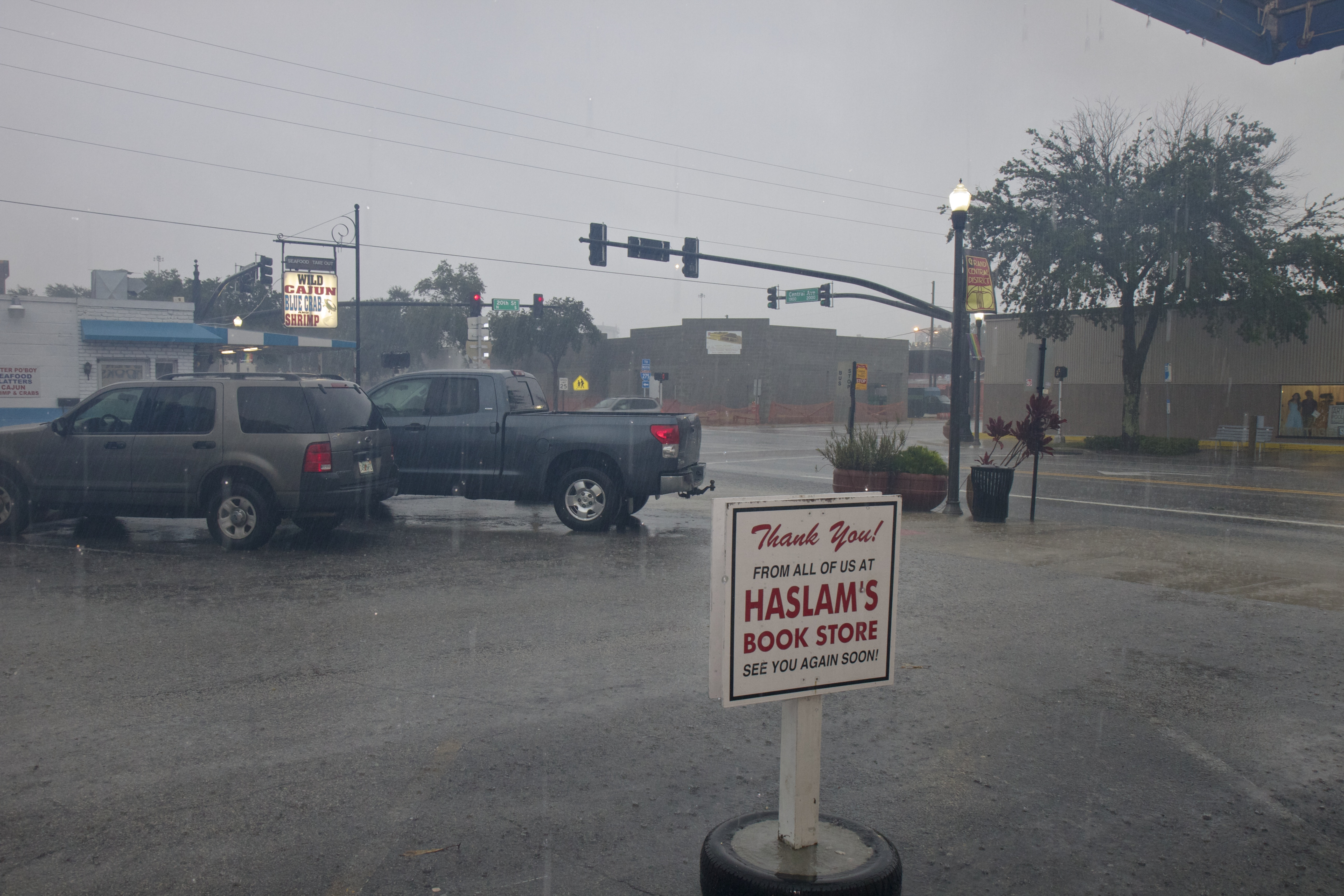
Lluvias torrenciales en St. Petersburg, Florida.

A las 2100 UTC el 26 de junio, Debby tocó tierra en Steinhatchee, Florida con vientos de 40 mph (65 km/h). Poco después de tocar tierra, Debby se debilitó a depresión tropical y perdió la mayor parte de su convección central. Debby mantiene su estatus de ciclón tropical al cruzar Florida, mientras todavía está cortado desde el suroeste. Durante las horas de la tarde del 27 de junio, Debby salió de Florida y recuperó la fuerza de tormenta tropical, pero fue declarada Post-Tropical debido a la falta de convección cerca del centro.

## Historia Meteorológica

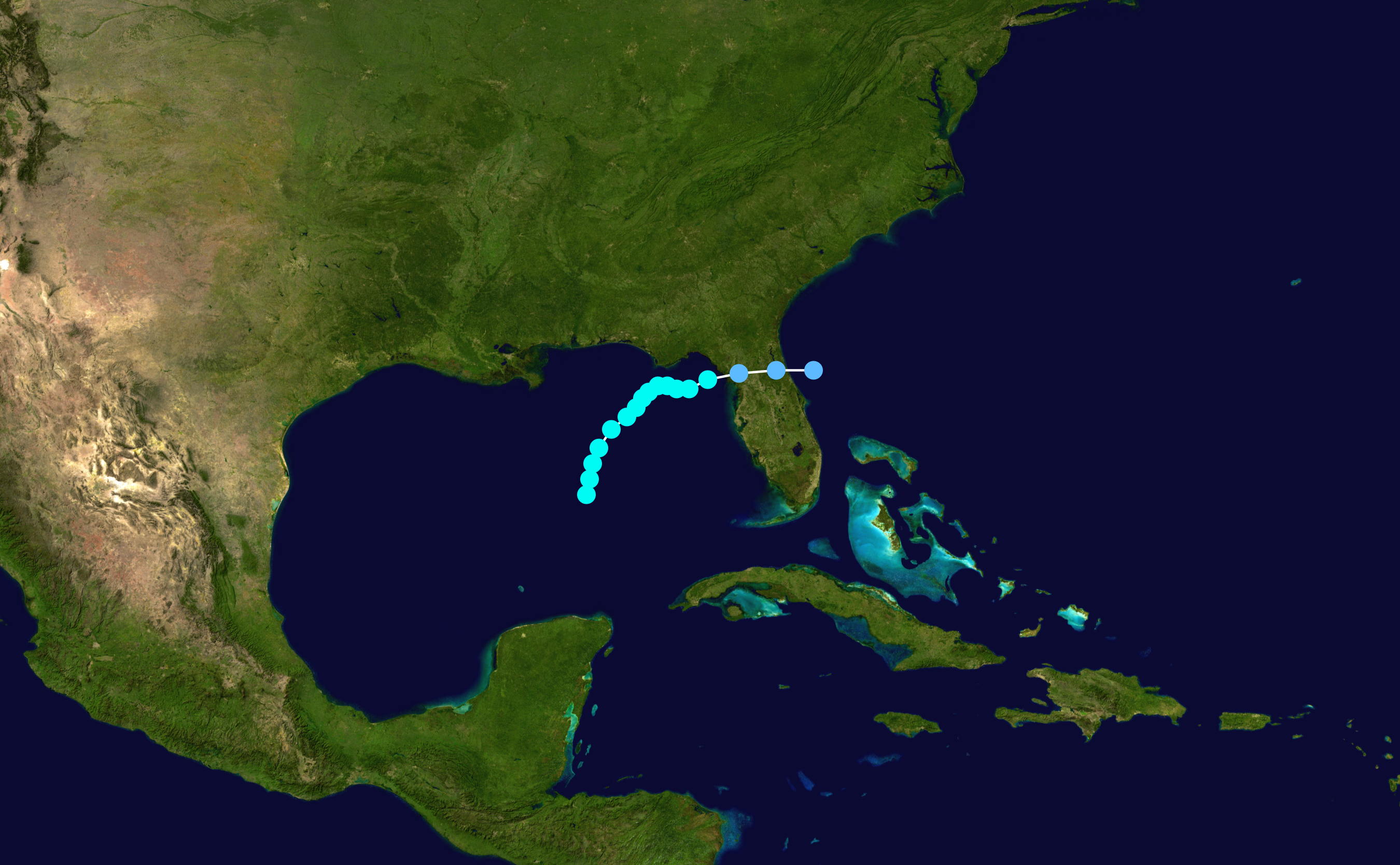
Recorrido de Debby

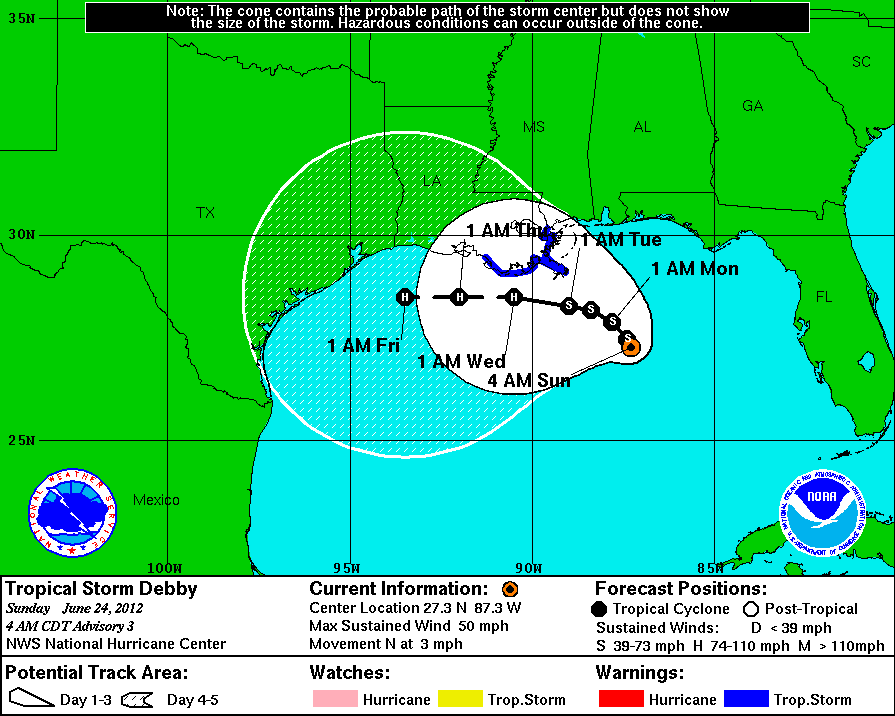
Predicción de la trayectoria pronosticada de Debby el 24 de junio mostrando su recorrido hacia Texas.

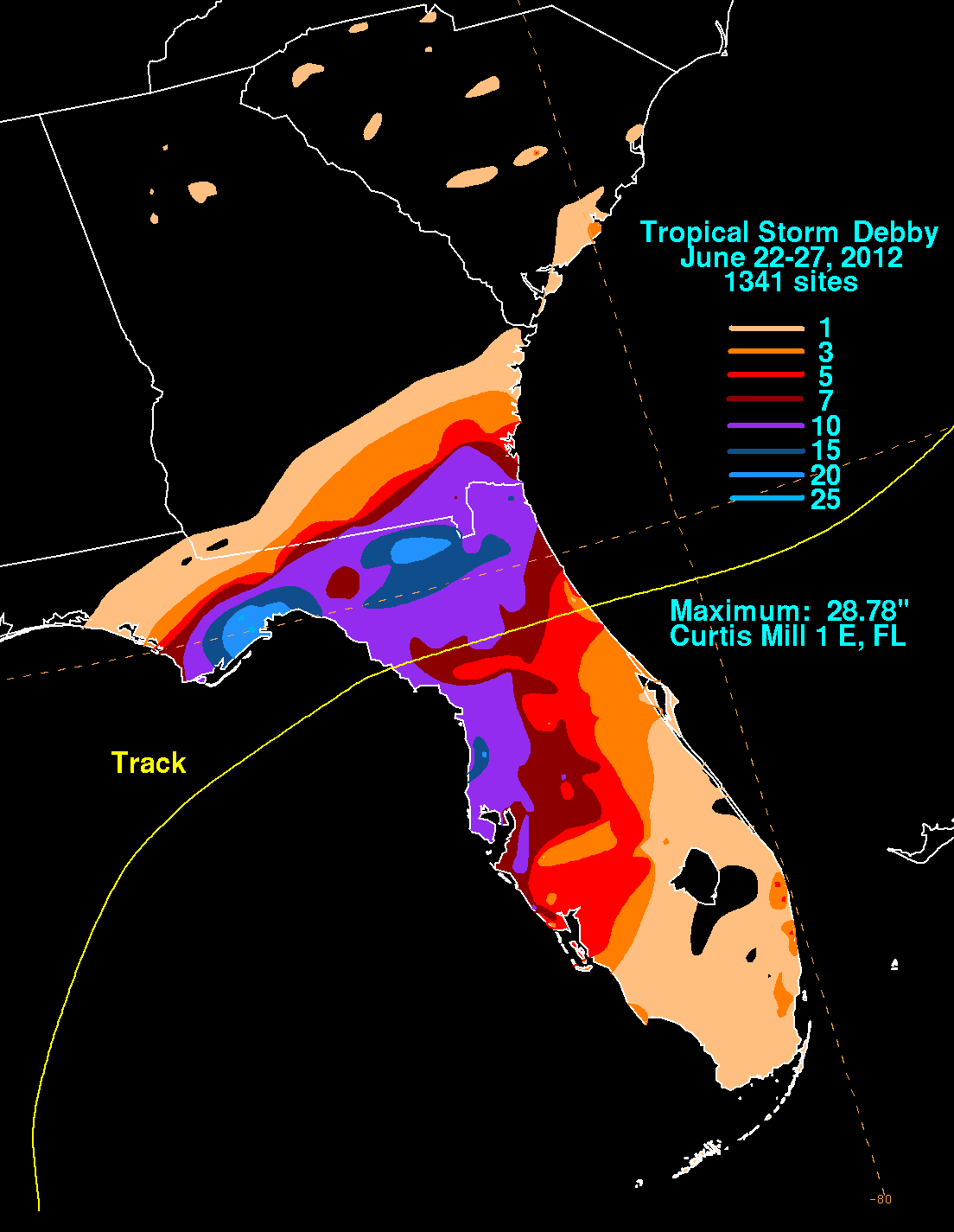
Lluvias que provocó Debby en los Estados Unidos

- Datos: Q6149208
- Multimedia: Tropical Storm Debby (2012) / Q6149208